# Apophylia haladai
Apophylia haladai es un coleóptero de la familia Chrysomelidae.
Fue descrita científicamente por primera vez en 2006 por Bezdek.